# Santo contra los zombies
Santo contra los zombies (també coneguda com Santo vs. the Zombies) és una pel·lícula de superherois mexicana de 1961 dirigida per Benito Alazraki. Representa el personatge popular El Santo en una pel·lícula d'estil pulp. És la tercera pel·lícula de la sèrie de Santo, el enmascarado de plata, després de Santo contra el cerebro del mal i Santo contra los hombres infernales.

## Argument
Després que la policia no pot aturar una onada de crims de zombis, recorren a Santo per demanar ajuda.

## Repartiment
- Santo com a Santo / el Santo
- Lorena Velázquez  com a Gloria Sandoval / Gloria Rutherford (versió doblada a l'anglès)
- Armando Silvestre com el tinent Sanmartin / el tinent Savage
- Jaime Fernández com a Det. Rodríguez
- Dagoberto Rodríguez com a Det. Cap Almada
- Irma Serrano com a Det. Isabel
- Carlos Agostí com a Genaro / Oncle Herbert
- Ramón Bugarini com a Rogelio / Roger, l'infermer
- Fernando Osés com a Dorrell, lluitador zombificat
- Eduardo Bonada
- Eduardo Silvestre
- Julián de Meriche
- Alejandro Cruz com a Sombra Negra, un lluitador
- Gory Guerrero com a lluitador (com a Gori Guerrero)
- Sugi Sito com a lluitador
- El Gladiador com a lluitador

## Llançament
Aquesta va ser una de les primeres pel·lícules de Santo i la primera que es va distribuir als EUA.

## Recepció
Escrivint a The Zombie Movie Encyclopedia, l'acadèmic Peter Dendle va dir: "La pel·lícula d'aventures amb la seva trama de còmics, heroi i vilà és divertit de veure-la amb un esperit MST-3K".